# Girolamo de Bardi
Girolamo de Bardi (ur. 31 stycznia 1685 we Florencji, zm. 11 marca 1761 w Rzymie) – włoski kardynał.

## Życiorys
Urodził się 31 stycznia 1685 roku we Florencji, jako syn Flaminia Bardiego i Lucrezii Carnesecchi. Studiował na Uniwersytecie Pizańskim, gdzie uzyskał doktorat z prawa. Następnie został referendarzem Trybunału Obojga Sygnatur i protonotariuszem apostolskim. 9 września 1743 roku został kreowany kardynałem diakonem i otrzymał diakonię Sant’Adriano al Foro. 13 grudnia przyjął święcenia diakonatu i prezbiteratu. W okresie 1756–1757 był kamerlingiem Kolegium Kardynałów. Zmarł 11 marca 1761 roku w Rzymie.